# Ronneby kommun
Ronneby kommun er en kommune i Blekinge län i Sverige.
Kommunen grænser op til Tingsryds kommun i Kronobergs län, Emmaboda kommun i Kalmar län, samt Karlskrona kommun og Karlshamns kommun i Blekinge län.
Ronneby kommun har en lille eksklave i Karlskrona kommun, omfattende landsbyerne Skillingsboda, Lönnemåla og Stora Lönnemåla samt hovedparten af indsøerne Stora Skälen og Långasjön.

## Byområder
Der er ni byområder i Ronneby kommun.
I tabellen vises byområderne i størrelsesorden pr. 31. december 2005. Hovedbyen er markeret med fed skrift.
| # | Byområde    | Befolkning |
| - | ----------- | ---------- |
| 1 | Ronneby     | 11.767     |
| 2 | Kallinge    | 4.767      |
| 3 | Bräkne-Hoby | 1.769      |
| 4 | Johannishus | 773        |
| 5 | Listerby    | 672        |
| 6 | Ronnebyhamn | 464        |
| 7 | Backaryd    | 399        |
| 8 | Eringsboda  | 340        |
| 9 | Hallabro    | 252        |

## Venskabsbyer
| - Bornholm, Danmark - Mänttä, Finland - Steglitz-Zehlendorf, Tyskland | - Schopfheim, Tyskland - Høyanger, Norge - Elbląg, Polen | - Slavsk, Rusland - Enfield, USA - Tennessee, USA |

56°11′19.49″N 15°17′7.49″Ø / 56.1887472°N 15.2854139°Ø